# Serpong
Serpong är en ort i Indonesien.   Den ligger i provinsen Jawa Barat, i den västra delen av landet, 23 km sydväst om huvudstaden Jakarta. Serpong ligger 49 meter över havet och antalet invånare är 80 193.
Terrängen runt Serpong är platt, och sluttar norrut. Runt Serpong är det mycket tätbefolkat, med 6 241 invånare per kvadratkilometer. Närmaste större samhälle är South Tangerang, 6,7 km nordost om Serpong. Runt Serpong är det i huvudsak tätbebyggt.